# 4755 Нікі
4755 Нікі (4755 Nicky) — астероїд головного поясу, відкритий 6 жовтня 1931 року.
Тіссеранів параметр щодо Юпітера — 3,560.